# Юру-кяра
Юру-кяра (яп. ゆるキャラ) — японский термин для персонажей-талисманов, созданных с целью привлечения внимания к какому-либо географическому или административному региону, культурному мероприятию или бизнес-организации. Как правило, такие персонажи имеют простой и привлекательный дизайн, подходящий под определение «каваии» (яп. 可愛い, «милый»), и олицетворяют собой культурные особенности местности или историю компании. Инициативу разработки персонажей может брать на себя в первом случае региональное правительство, во втором — сама компания. На различных фестивалях и рекламных мероприятиях активно используются люди, переодетые в костюм, изображающий персонажа. Некоторые юру-кара имеют статус знаменитостей на родине и известны за пределами Японии. Например, медведь Кумамон или груша Фунасси.